# Flemming Lund
Flemming Lund est un ancien footballeur danois né le 6 octobre 1952 à Copenhague.
Débutant dans son pays natal, il prend rapidement le chemin de l'étranger. À 27 ans, il répond à l'appel des sirènes américaines et leurs dollars. Il franchit l'Atlantique et y termine sa carrière en alternant "soccer" et "soccer indoor".

## Biographie

### Europe

#### Débuts
Flemming Lund commence le football à Copenhague, sa ville natale, dans le club de B1903. Talentueux, il est appelé en sélection nationale U19 puis U21.

#### Belgique
À l'instar de nombre de ses compatriotes footballeurs, Lund choisit d'exploiter son talent à l'étranger. Son premier point de chute est le plus vieux club de Belgique, le Royal Antwerp FC. De petite taille, mais vif, volontaire et auteur de plusieurs buts cruciaux, le jeune Danois devient vite la coqueluche des fans du "Great Old". Le club de la métropole portuaire connait une des dernières périodes dorées de son Histoire. Sous la conduite de Guy Thys, futur sélectionneur des Diables Rouges, le "matricule 1" termine deux fois deuxième du championnat et atteint la finale de la Coupe de Belgique.

#### Allemagne
Après 4 saisons en Belgique, Lund prend le chemin de l'Allemagne de l'Ouest et signe au Rot-Weiss Essen. La saison 1976-1977 n'est pas une réussite (34 matchs, 2 buts) et une dernière place pour ce club de la Ruhr renvoyé en 2. Bundesliga.
Le petit attaquant danois ne quitte pourtant pas l'élite allemande car il rebondit au Fortuna Düsseldorf. Au Rheinstadion, Lund retrouve le "subtop" du classement. Düsseldorf termine 5e en 1978 puis 7e la saison suivante. Mais lors de chaque exercice, le club rhénan atteint la finale de la DFB-Pokal. En 1978, Lund joue la finale perdue contre Cologne (2-0). En 1979, il est sur le banc lors de la victoire contre Hertha Berlin (1-0 après prolongation).
Le 1. FC Köln ayant réussi le doublé Championnat/Coupe en 1978, Düsseldorf participe à la Coupe des Vainqueurs de coupe 78-79. Le club allemand se fraie un chemin jusqu'à) la finale jouée à Bâle. Le match contre le FC Barcelone est spectaculaire mais revient aux Catalans (4-3, après prolongation). Réserviste, Flemming Lund est rapidement appelé au jeu après la blessure de Gerd Zimmermann à la 4e minute de jeu.
À l'été 1979, F. Lund qui n'a encore que 27 ans, fait un choix personnel qui l'envoie dans les oubliettes du football international. Il accepte une offre venue des États-Unis.

### US Soccer
À la fin des années 1960, une tentative de relancer un championnat professionnel de football (appelé "Soccer") est lancée aux États-Unis. La ligue créée porte le nom de North American Soccer League (NASL). Les équipes sont franchisées et doivent répondre à des impératifs financiers. Les propriétaires de ces franchises font le plus souvent appel à des star du foot européens ou sud-américain en fin de carrière. Des éléments plus jeunes répondent aussi à l'offre de US dollars. Flemmling Lund est de ceux-là.
Le Danois preste deux saisons avec Dallas Tornado, mais avec un ration faible soit deux buts en 85 rencontres. On le retrouve en 1983 avec les Vancouver Whitecaps puis les Tampa Bay Rowdies mais sa carrière en "football prairie" est terminée.
Dès 1979, en marge des compétitions de soccer, Lund preste en "indoor soccer".
La carrière de Lund prend fin en même temps que l'échec commercial et sportif de la NASL est consommé.

#### Indoor Soccer
Flemming Lund évolue dans différentes franchises de la "Major Indoor Soccer League" (MISL) de 1979 à 1985:
- 1979-1980 : Detroit Lightning
- 1980-1981 : Dallas Tornado
- 1981-1983 : Buffalo Stallions
- 1983-1984 : Tampa Bay Rowdies
- 1984-1985 : Cleveland Force
- 1985 : New York Cosmos
- 1985 : Wichita Wings

## Carrière internationale
Flemming Lund est capé pour la première fois avec le Danemark alors entrainé par l'Autrichien Rudi Strittich, le 29 juin 1972 lors d'une rencontre amicale en Suède (défaite 2-0), quand il remplace Henning Jensen.
Il réussit son premier but international lors de sa 9e cape, en ouvrant le score contre l'Islande (victoire 2-1), le 9 octobre 1974, soit trois jours après son 22e anniversaire.
Lund célèbre sa 20e et dernière cape, le 9 mai 1979, contre la Suède. Après son départ pour les USA, il n'est plus jamais appelé.

### Rencontres internationales
Les matchs internationaux "A" joués par F. Lund sont :
- 5 matchs amicaux.
- 6 matchs d'un championnat nordique (72-77 et 78-80).
- 4 matchs éliminatoires pour un championnat d'Europe ('76 et '80).
- 5 matchs éliminatoires pour une coupe du monde ('74 et '78).

## Palmarès - Faits marquants
- Finaliste de la Coupe des Coupes 1979 avec le Fortuna Düsseldorf F. Lund remplace Gerd Zimmermann après 4 minutes de jeu.
- Vainqueur de la DFB-Pokal 1979 avec le Fortuna Düsseldorf.
- Vainqueur de la DFB-Pokal 1978 avec le Fortuna Düsseldorf.
- 2x vice champion de Belgique en 1974 et 1975 avec le R. Antwerp FC.
- Finaliste de la Coupe de Belgique: 1975 avec le R. Antwerp FC.